# Antebellum: A kiválasztott
Az Antebellum: A kiválasztott (eredeti cím: Antebellum) 2020-as amerikai horror-thriller, amelyet Gerard Bush és Christopher Renz írt és rendezett játékfilmes rendezői debütálásukban. A főszerepben Janelle Monáe, Eric Lange, Jena Malone, Jack Huston, Kiersey Clemons és Gabourey Sidibe látható. 
A film 2020. szeptember 18-án jelent meg az Amerikai Egyesült Államokban Video on Demand szolgáltatáson keresztül. Általánosságban vegyes kritikákat kapott az értékelőktől, akik úgy érezték, hogy a film nem váltotta be a benne rejlő lehetőségeket.
Egy 21. századi afroamerikai nő arra ébred, hogy rejtélyes módon egy déli rabszolgaültetvényen találja magát, ahonnan menekülnie kell.

## Szereplők
| Szerep                | Színész           | Magyar hang    |
| --------------------- | ----------------- | -------------- |
| Veronica Henley/Eden  | Janelle Monáe     | Solecki Janka  |
| Blake Denton szenátor | Eric Lange        | Tarján Péter   |
| Elizabeth             | Jena Malone       | Hámori Eszter  |
| Jasper százados       | Jack Huston       | Varga Gábor    |
| Julia                 | Kiersey Clemons   | Kokas Piroska  |
| Dawn                  | Gabourey Sidibe   | Kocsis Mariann |
| Nick Henley           | Marque Richardson | Rada Bálint    |
| Purcell               | T.C. Matherne     | Moser Károly   |
| Daniel                | Robert Aramayo    | Baráth István  |
| Szőke kislány         | Arabella Landrum  | Bak Julianna   |

## Filmkészítés
2019 márciusában jelentették be, hogy Janelle Monáe csatlakozott a film szereplőgárdájához, a filmet Gerard Bush és Christopher Renz rendezte az általuk írt forgatókönyv alapján. 2019 áprilisában Eric Lange, Jena Malone, Jack Huston, Kiersey Clemons, Tongayi Chirisa, Gabourey Sidibe, Robert Aramayo és Lily Cowles csatlakozott a filmhez. 2019 májusában Marque Richardson követte.
A forgatás 2019 májusában kezdődött a louisianai New Orleans környékén.

## Bemutató
Az Antebellum: A kiválasztott 2020. szeptember 18-án jelent meg az Amerikai Egyesült Államokban Video on Demand platformon keresztül, míg egyes országok mozijaiban egyaránt játszották. Ez magába foglalja a 2020. október 1-jei ausztráliai mozibemutatót is. A filmet eredetileg 2020. április 24-én akarták bemutatni, de a COVID-19 világjárvány miatt levették a bemutatólistáról, és augusztus 21-re csúsztatták, azonban 2020 júliusában ismét törölték a dátumot.

## Fordítás
- Ez a szócikk részben vagy egészben  az   Antebellum (film) című angol Wikipédia-szócikk fordításán alapul.  Az eredeti cikk szerkesztőit annak laptörténete sorolja fel. Ez a jelzés csupán a megfogalmazás eredetét és a szerzői jogokat jelzi, nem szolgál a cikkben szereplő információk forrásmegjelöléseként.